# Macropharyngodon bipartitus
Macropharyngodon bipartitus es una especie de peces de la familia Labridae en el orden de los Perciformes.

## Morfología
Los machos pueden llegar alcanzar los 13 cm de longitud total.

## Subespecies
- Macropharyngodon bipartitus bipartitus (Smith, 1957
- Macropharyngodon bipartitus marisrubri (Randall, 1978

## Distribución geográfica
Se encuentra al oeste del Océano Índico hasta KwaZulu-Natal (Sudáfrica), excluyendo el Mar Rojo.